# Богданово (Новгородский район)
Богданово — деревня в Новгородском районе Новгородской области России. Входит в состав Борковского сельского поселения. Население 20 чел. (2010) .

## История
В соответствии с Законом Новгородской области от 11 ноября 2005 года № 559-ОЗ деревня вошла в состав образованного муниципального образования «Борковское сельское поселение».

## География
Богданово находится на северо-западе региона, у реки Змейка.
Абсолютная высота — 35 м над уровнем моря.

## Население
| 2010 |
| ---- |
| 20   |

Гендерный состав
По данным Всероссийской переписи населения 2010 года в гендерной структуре населения из 20 человек мужчин — 13, женщин — 7 (65,0 и 35,0 % соответственно).
Согласно результатам переписи 2002 года, в национальной структуре населения русские составляли 94 % от общей численности населения в 11 чел..

## Инфраструктура
Развитое лесное хозяйство.

## Транспорт
Автодорога «Новгород — Псков» — Сутоки — Богданово (идентификационный номер 49 ОП МЗ 49Н-1110) длиной 13,1 км.
Лесные дороги.